# Kalliosaari (ö i Norra Österbotten, Koillismaa, lat 66,23, long 29,02)
Kalliosaari är en halvö i Finland. Den ligger i sjön Yli-Kitka och i kommunen Kuusamo i den ekonomiska regionen  Koillismaa ekonomiska region  och landskapet Norra Österbotten, i den nordöstra delen av landet, 700 km norr om huvudstaden Helsingfors.